# Austrodecus pushkini
Austrodecus pushkini là một loài nhện biển trong họ Austrodecidae. Loài này thuộc chi Austrodecus. Austrodecus pushkini được miêu tả khoa học năm 1994 bởi Child.